# جزر فوكس
جزر فوكس (بالإنجليزية: Fox Islands)‏ هي مجموعة جزر ضمن الجزر الأليوتية في ألاسكا في الولايات المتحدة.
وهي أقرب الجزر إلى البر الرئيسي لأمريكا الشمالية، وهي شرق ممر سامالغا ومجموعة جزر الجبال الأربعة.
يسكنها الأليوتيون منذ قرون، وزارها الأوربيون في عام 1741، حين عين الملاح الدانماركي فيتوس بيرنغ من قبل البحرية الروسية الإمبراطورية، للبحث عن موارد جديدة للفراء للابسي الفرو من الروس.
يغطيها الضباب معظم العام، وهي صعبة الإبحار بسبب الطقس المتقلب والحواف الشديدة الانحدار.
تشمل جزر فوكس الجزر التالية: أومناك، أونالاسكا، أماكناك، أكوتان، أكون، أونيماك، ساناك.